# Karl Mackeldey
Bernhard Karl Mackeldey, auch Carl Mackeldey (* 23. Oktober 1826 in Hanau; † 1890 in Oberwinter-Rolandseck), war ein deutscher Porträt- und Landschaftsmaler.

## Leben

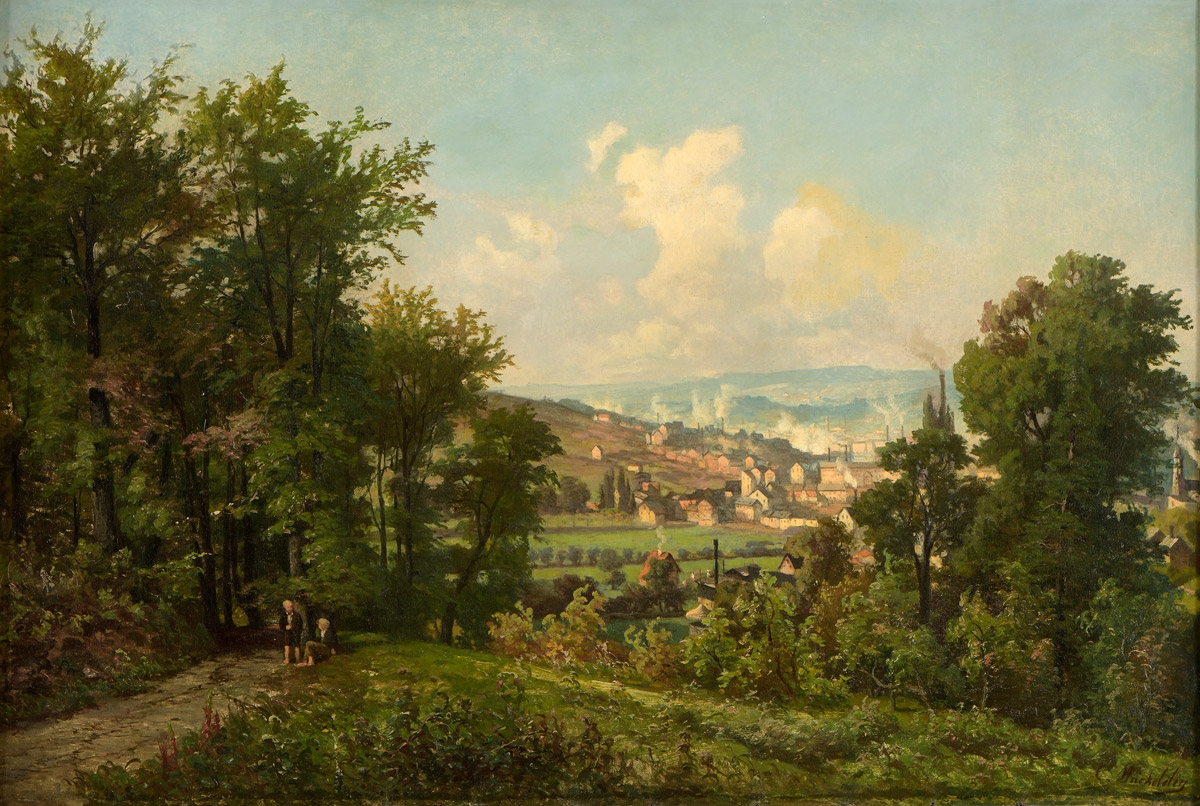
Stadtansicht

Mackeldey studierte 1861/1862 an der Großherzoglich-Sächsischen Kunstschule Weimar. Als Landschafts- und Porträtmaler lebte er in Düsseldorf, wo der dem Künstlerverein Malkasten angehörte.